# Eastport, Kanada
Eastport är en ort i Kanada.   Den ligger i provinsen Newfoundland och Labrador, i den östra delen av landet, 1 700 km öster om huvudstaden Ottawa. Eastport ligger 13 meter över havet och antalet invånare är 482.
Terrängen runt Eastport är platt. Havet är nära Eastport österut. Trakten är glest befolkad. Eastport är det största samhället i trakten. 